# Ориндж (округ, Виргиния)
Округ Ориндж (англ. Orange County) располагается в США, в штате Виргиния. По состоянию на 2010 год, численность населения составляла 33 481 человек. Был образован в 1734 году, получил своё название в честь короля Великобритании и правителя Нидерландов Вильгельма Оранского.

## География
По данным Бюро переписи США, общая площадь округа равняется 888 км², из которых 883 км² суша и 6 км² или 0,7 % это водоёмы.

### Соседние округа
- Мадисон (Виргиния) — северо-запад
- Калпепер (Виргиния) — север
- Спотсилвейния (Виргиния) — восток
- Луиза (Виргиния) — юг
- Албемарл (Виргиния) — юго-запад
- Грин (Виргиния) — запад

## Демография
По данным переписи населения 2010 года в округе проживает 33 481 жителей в составе 12 895 домашних хозяйств и 9 342 семей. Плотность населения составляет 29,2 человека на км². На территории округа насчитывается 14 616 жилых строений. Расовый состав населения: белые — 82,4 %, афроамериканцы — 12,7 %, коренные американцы (индейцы) — 0,3 %, азиаты — 0,7 %, гавайцы — 0,01 %, представители других рас — 1,4 %, представители двух или более рас — 2,4 %. Испаноязычные составляли 3,4 % населения независимо от расы.
В составе 27,8 % из общего числа домашних хозяйств проживают дети в возрасте до 18 лет, 56,8 % домашних хозяйств представляют собой супружеские пары проживающие вместе, 10,9 % домашних хозяйств представляют собой одиноких женщин без супруга, 27,6 % домашних хозяйств не имеют отношения к семьям, 32,6 % домашних хозяйств состоят из престарелых (65 лет и старше), проживающих в одиночестве. Средний размер домашнего хозяйства составляет 2,55 человека, и средний размер семьи 2,97 человека.
Возрастной состав округа: 22,9 % моложе 18 лет, 6,7 % от 18 до 24, 10,7 % от 25 до 44, 28,5 % от 45 до 64 и 18,1 % от 65 и старше. Средний возраст жителя округа 42,6 год. На каждые 100 женщин приходится 96 мужчин. 
Средний доход на домохозяйство в округе составлял 56 837 USD, на семью — 65 195 USD. Доход на душу населения был 26 820 USD. Около 11,5 % общего населения находились ниже черты бедности.